# Monika Milewska

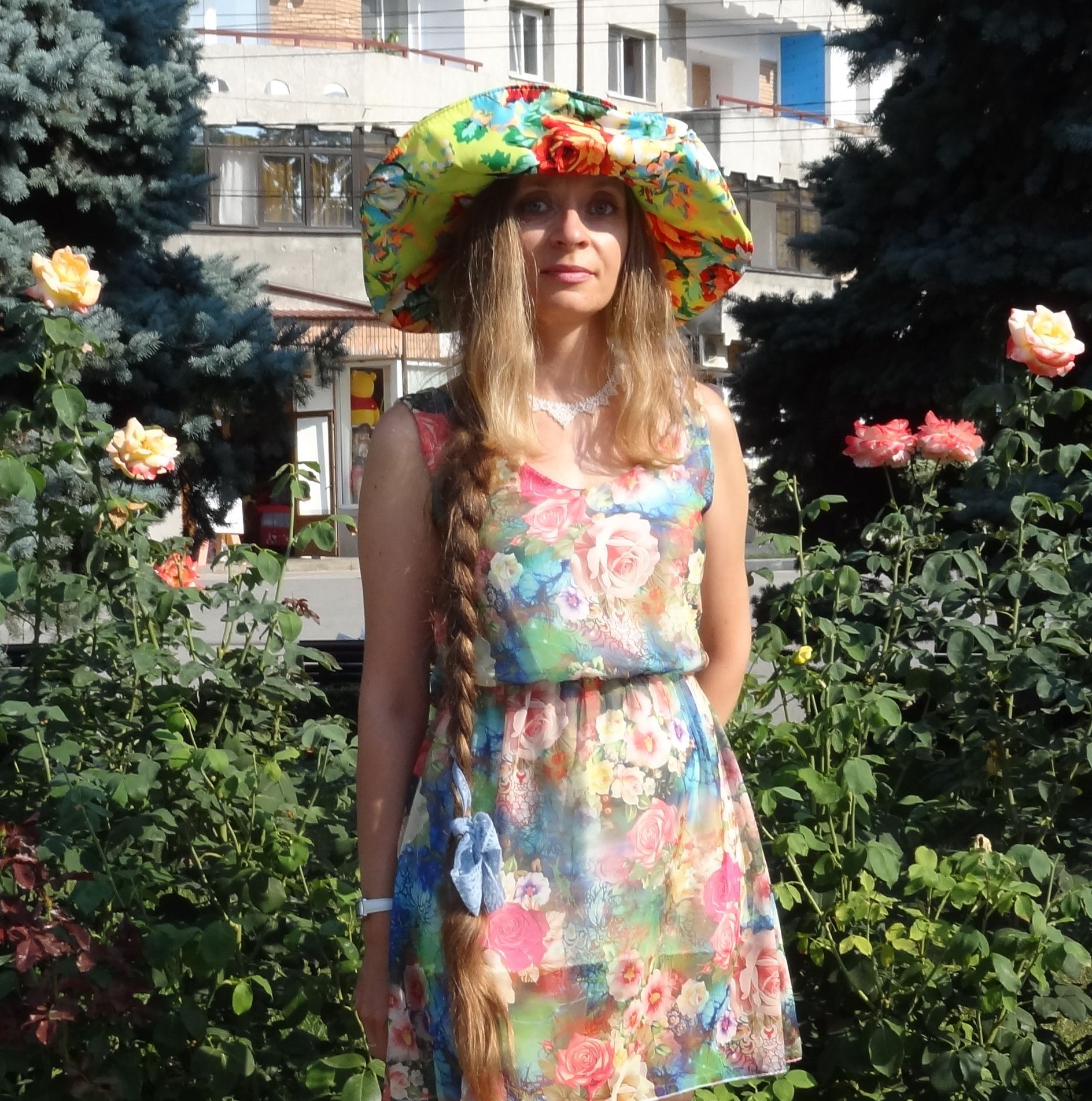
Monika Milewska (2015)

Monika Elżbieta Milewska (ur. 9 marca 1972 w Gdańsku) – polska eseistka, dramatopisarka, poetka, tłumaczka, historyk i antropolog kultury.

## Życiorys
Córka Wojciecha Milewskiego, artysty fotografika i edukatora fotograficznego. Ukończyła V Liceum Ogólnokształcące im. Stefana Żeromskiego w Gdańsku. Jest absolwentką historii Uniwersytetu Warszawskiego (magisterium 1995, doktorat 2000), Szkoły Nauk Społecznych przy Instytucie Filozofii i Socjologii PAN w Warszawie oraz Ecole des Hautes Etudes en Sciences Sociales w Paryżu. W latach 2002–2008 pracowała jako adiunkt w Instytucie Filozofii i Socjologii PAN w Warszawie. Od 2009 adiunkt w Zakładzie Etnologii Instytutu Archeologii (obecnie w Instytucie Antropologii) Uniwersytetu Gdańskiego. W 2024 roku uzyskała habilitację w dyscyplinie Nauki o kulturze i religii. 
Stypendystka m.in. Ministra Kultury, Ministra Edukacji Narodowej, rządu Francji i rządu Włoch, miesięcznika „Polityka”, Fundacji na rzecz Nauki Polskiej, amerykańskiej Fundacji A. Mellona, International Writers and Translator's Center w Rodos oraz Baltic Centre for Writers and Translators w Visby. Nominowana do Nagrody Głównej VI Ogólnopolskiego Konkursu Poetyckiego im. Jacka Bierezina 2000. Za książkę Ocet i łzy. Terror Wielkiej Rewolucji Francuskiej jako doświadczenie traumatyczne była nominowana do Nagrody Literackiej „Nike” 2003. Słuchowisko jej autorstwa Podróż na Księżyc otrzymało Grand Prix XV Festiwalu Teatru Polskiego Radia i Teatru Telewizji „Dwa Teatry” w Sopocie w 2015 r. Autorka powieści o najdłuższym gdańskim falowcu pt. Latawiec z betonu, za którą otrzymała w 2019 roku Pomorską Nagrodę Literacką „Wiatr od Morza” za rok 2018. Nagrodę tę otrzymała powtórnie w październiku 2022 roku za książkę „Ślepa kuchnia. Jedzenie i ideologia w PRL”.
W latach 2008-2011 sekretarz Gdańskiego Oddziału Stowarzyszenia Pisarzy Polskich. 

## Twórczość

### Eseje
- Ocet i łzy. Terror Wielkiej Rewolucji Francuskiej jako doświadczenie traumatyczne (słowo/obraz terytoria, Gdańsk 2002, drugie wydanie 2018)
- Bogowie u władzy. Od Aleksandra Wielkiego do Kim Dzong Ila. Antropologiczne studium mitów boskiego władcy (słowo/obraz terytoria, Gdańsk 2012)
- Ślepa kuchnia: jedzenie i ideologia w PRL, PIW, Warszawa 2021[10]
- I rak ryba. Stworzenia polityczne PRL-u, Wydawnictwo Czarne, Wołowiec 2024 (ISBN 978-83-8191-989-0).

### Poezja
- Podróż na koniec świata (Żak, Gdańsk 2002)
- Papierowe okręty (Nowy Świat, Warszawa 2005)[11]
- Płacz komety (Nowy Świat, Warszawa 2012)[12]
- Królowa karnawału (Stowarzyszenie Pisarzy Polskich, Warszawa 2020)[13]

### Dramat
- Podróż na księżyc i w kilka innych miejsc, Wydawnictwo Księgarnia Akademicka, Kraków 2022[14]

#### Wybrane sztuki teatralne
- Savonarola, słuchowisko w Teatrze Polskiego Radia w reż. Janusza Kukuły, 1995
- Dzieje sławnego Rodryga – premiera w 2008 w Opolskim Teatrze Lalki i Aktora im. Alojzego Smolki w Opolu w reż. Mariana Pecko
- Wiewiórka – premiera w 2006 w Teatrze Animacji w Poznaniu w reż. Marcina Jarnuszkiewicza; słuchowisko w Teatrze Polskiego Radia w reż. Anny Wieczur-Bluszcz, 2017
- Podróż na księżyc – słuchowisko w Dwójce w reż. Anny Wieczur-Bluszcz, w rolach głównych Jan Englert i Jerzy Radziwiłowicz, 2014
- Dzień w którym umarł Prokofiew – słuchowisko w Dwójce w reż. Dariusza Błaszczyka z Mariuszem Bonaszewskim w roli Szostakowicza, 2017
- Dziś umarł Prokofiew, premiera w 2019 w Teatrze Mumerus w Krakowie w reż. Wiesława Hołdysa
- Falowiec, spektakl telewizyjny w reż. Jakuba Pączka, cykl „Teatroteka”, Wytwórnia Filmów Dokumentalnych i Fabularnych, w roli głównej Janusz Chabior, 2018
- Latawiec z betonu, słuchowisko w Trójce w reż. Wawrzyńca Kostrzewskiego, w roli głównej Piotr Adamczyk, 2019
- Beton, adaptacja i reżyseria Michał Derlatka, Teatr Miniatura, monodram w wykonaniu Wojciecha Stachury, 2020
- Twarz Napoleona, Teatr Mumerus, Kraków, reż. Wiesław Hołdys, premiera 2024
- Twarz Napoleona - słuchowisko w Dwójce, reż. Dariusz Błaszczyk, w roli Napoleona Krzysztof Gosztyła, 2024

### Proza
- Latawiec z betonu(inne języki), Wydawnictwo WAM Mando, Kraków 2018 (ISBN 978-83-27-71567-8)

#### Książki dla dzieci
- Skok przez Bałtyk, Wydawnictwo Widnokrąg, Piaseczno 2021
- Dziewiąta planeta, Wydawnictwo Widnokrąg, Piaseczno 2023 (wraz z Agnieszką Pollo)
- Cisza ma głos, Wydawnictwo Widnokrąg, Piaseczno 2024

## Nagrody
- 2013 – II nagroda ex aequo w jubileuszowym konkursie zamkniętym na słuchowisko zorganizowanym przez Program II Polskiego Radia i Stowarzyszenie Autorów ZAiKS za utwór Podróż na Księżyc[15]
- 2015 – Grand Prix XV Festiwalu Teatru Polskiego Radia i Teatru Telewizji „Dwa Teatry” w Sopocie za tekst słuchowiska Podróż na Księżyc
- 2016 – nominacja do nagrody Prix Italia za słuchowisko Podróż na Księżyc
- 2016 – Nagroda Prezydenta Miasta Gdańska w Dziedzinie Kultury z okazji jubileuszu 30-lecia ogólnopolskiego debiutu poetyckiego[16]
- 2016 – II nagroda w jubileuszowym konkursie zamkniętym na słuchowisko zorganizowanym przez Program II Polskiego Radia i Stowarzyszenie Autorów ZAiKS za utwór Dzień w którym umarł Prokofiew[17]
- 2016 – wyróżnienie w konkursie zamkniętym na sztukę telewizyjną do projektu Teatroteka zorganizowanym przez ZAiKS i Wytwórnię Filmów Dokumentalnych i Fabularnych w Warszawie za utwór Falowiec[18]
- 2017 – Honorowa Nagroda Gdańskiego Towarzystwa Przyjaciół Sztuki w dziedzinie literatury za całokształt twórczości, ze szczególnym uwzględnieniem teatru radiowego i lalkowego[19]
- 2017 – nominacja do nagrody Prix Italia za słuchowisko Dzień w którym umarł Prokofiew
- 2019 – Pomorska Nagroda Literacka „Wiatr od morza” za powieść Latawiec z betonu
- 2019 – nagroda za tekst dramatyczny oraz nagroda dziennikarzy i krytyków dla najlepszego spektaklu na festiwalu Teatroteka Fest 2019 za Falowiec[20]
- 2020 – nagroda Platinum Remi w kategorii Independent Shorts - Comedy - Black/Dark na międzynarodowym festiwalu World Fest Houston dla spektaklu Falowiec[21]
- 2022 – Pomorska Nagroda Literacka „Wiatr od morza” za książkę Ślepa kuchnia. Jedzenie i ideologia w PRL
- 2024 – nominacja do nagrody Prix Italia za słuchowisko "Twarz Napoleona"

### Odznaczenia
- Medal Komisji Edukacji Narodowej (2023)[22]